# John Doyle (percussionniste)
Pour les articles homonymes, voir John Doyle et Doyle.
John Doyle, né le 6 mai 1959 à Manchester, est un batteur britannique, membre des groupes de rock Magazine et The Armoury Show.

## Biographie
Il fonde au lycée avec William Hulme, un premier groupe puis joue dans divers groupes locaux de Manchester, tels Idiot Rouge ou The Cheaters.
A l'Université métropolitaine de Manchester, lors de son dernier concert avec Idiot Rouge, le guitariste John McGeoch lui demande d'auditionner pour son groupe, Magazine. Doyle rejoint ainsi le groupe en octobre 1978, en remplacement de Paul Spencer à Munich, durant la première tournée de l' album Real Life. Il apparaît ensuite dans les albums Secondhand Daylight, The Correct Use of Soap (en), l’album live Play et Magic, Murder and the Weather (en). En 1981, il collabore avec Ken Lockie (en) pour l'album The Impossible. Il travaille aussi avec Armande Atti et Akira Mitake (en). 
En 1983, il rejoint The Armory Show, travaillant de nouveau avec John McGeoch, qui a quitté Magazine en 1980. Le groupe ne rencontre pas le succès et Doyle le quitte en 1986 pour travailler avec Pete Shelley jusqu'en 1987. Il joue aussi en 1988 sur le premier album de Barry Adamson Moss Side Story avec qui il est parti en tournée en 1985-1986.
Travaillant ensuite dans diverses agences de publicité, il revient à la musique en 2009 pour une série de concerts réunissant les membres de Magazine et en février 2010 collabore avec Dave Formula (en) pour son album solo, Satellite Sweetheart.

## Discographie
Avec Magazine
- Give Me Everything, single, Virgin, 1978
- Secondhand Daylight, album, Virgin, 1979
- The Correct Use Of Soap, album, Virgin, 1980
- Play, live, Virgin, 1980
- Magic, Murder And The Weather, album, Virgin, 1981
- No Thyself, Wire-Sound, 2011

Avec Ken Lockie
- The Impossible, album, 1981

Avec The Armoury Show
- Castles In Spain, 1984
- Waiting for the Floods, 1985

Avec Barry Adamson
- Moss Side Story, 1988